# Пруга Београд—Суботица
Пруга Београд центар—Стара Пазова—Нови Сад—Суботица—државна граница са Мађарском, је магистрална железничка пруга у Србији. Према Уредби о категоризацији железничких пруга обухвата магистралне пруге 101 (на деоници Београд центар—Стара Пазова) и 105 (на деоници Стара Пазова—државна граница са Мађарском). Дужине је 181,6 километара и повезује Београд са севером земље, Мађарском и остатком Европе. Пруга полази из шумадијског дела Београда, прелази Саву и пролази кроз источни део Срема, код Новог Сада прелази Дунав и даље наставља централним делом Бачке до Суботице и државне границе са Мађарском. Пругом управља Инфраструктура железнице Србије.

## Историја
Одлукама Берлинског конгреса 1878. Србија се обавезала да ће изградити пругу од Београда до аустроугарске границе, тј. до моста преко Саве, а Аустроугарска везу до Будимпеште. Деоница Суботица—Нови Сад пуштена је у саобраћај 5. марта 1883, а деоница Нови Сад—Земун 10. децембра исте године. Пруга од Београда до Земуна са мостом преко Саве предата је у саобраћај 1. септембра 1884, када је возом за Беч кренуо краљ Милан, краљица Наталија и престолонаследник Александар Обреновић.
Дана 31. маја 1964. први воз долази на нову железничку станицу у Новом Саду. Станица и пруга од данашње распутнице Сајлово до станице Петроварадин су измештене северно од центра града како би се омогућила изградња стамбених блокова између Дунава и некадашње пруге. На новој траси пруге изграђен је Жежељев мост.
Нова траса пруге од Земуна до Београда пуштена је у саобраћај 10. децембра 1970. Зграда старе железничке станице је срушена, а на њеном месту су изграђени стамбени блокови.
У току НАТО бомбардовања је због рушења Жежељевог моста прекинут железнички саобраћај преко Дунава код Новог Сада. Возови из Београда су саобраћали до станице Петроварадин све до 30. маја 2000, када је отворен Монтажно-демонтажни мост МД-88, познат и као Мост „Бошко Перошевић“. Нови Железничко-друмски мост отворен је за железнички саобраћај 7. априла 2018. нешто пре 12 часова преласком теретног воза из Новог Сада.
Дана 30. јуна 2018. међународним возом за Будимпешту за саобраћај је затворена железничка станица Београд главна, а полазна станица за возове ка Новом Саду и Суботици је постала железничка станица Београд центар.

## Тренутно стање пруге
Максимална дозвољена брзина возова износи 200 km/h, али само на деоници Београд—Нови Сад. Деоница од Новог Сада до државне границе је тренутно у обнови за брзине од 200 km/h, чиме ће се најбржим возом од Београда до Суботице стизати за мање од 2 сата.

## Модернизација пруге
У току су радови на реконструкцији и модернизацији пруге од Београд центра до Новог Сада за брзине до 200 km/h. На првој деоници Београд центар—Стара Пазова дужине 34,5 километра радове изводе кинеска предузећа China Railway International и China Comunication Construction Company. Већи део средстава (85%) је обезбеђен из кредита кинеске Export-Import банке и НР Кине. Рок за завршетак деонице је јун 2021. Друга деоница Стара Пазова—Нови Сад дужине 40,4 km реконструише се и гради из кредита Руске Федерације (85% средстава). Главни извођач је РЖД интернешнал, а рок за завршетак радова је децембар 2021.
Према тестирања из јануара 2022. постигнута је брзина од 201,5 километара на сат.

## Службена места на прузи
| Назив службеног места | Стационажа | Врста службеног места | Веза са другим пругама                                                 |
| --------------------- | ---------- | --------------------- | ---------------------------------------------------------------------- |
| Београд центар        | 0,000      | станица               | Београд—Ниш, Београд—Бар, Београд—Панчево                              |
| Нови Београд          | 2,887      | станица               |                                                                        |
| Тошин бунар           | 5,287      | стајалиште            |                                                                        |
| Земун                 | 8,826      | станица               | Техничко-путничка станица Земун                                        |
| Земунско поље         | 11,995     | станица               |                                                                        |
| Батајница             | 18,822     | станица               | Београд–ранжирна—Батајница                                             |
| Нова Пазова           | 25,265     | станица               |                                                                        |
| Стара Пазова          | 33,066     | станица               | Београд—Шид                                                            |
| Инђија                | 39,866     | станица               | Београд—Шид                                                            |
| Инђија–пустара        | 45,055     | укрсница (укинута)    |                                                                        |
| Бешка                 | 45,957     | станица               |                                                                        |
| Чортановци            | 53,546     | станица (укинута)     |                                                                        |
| Чортановци Дунав      | 55,790     | стајалиште (укинуто)  |                                                                        |
| Карловачки виногради  | 59,355     | укрсница (укинута)    |                                                                        |
| Сремски Карловци      | 63,576     | станица               |                                                                        |
| Петроварадин          | 68,902     | станица               | Петроварадин—Беочин                                                    |
| Нови Сад              | 75,044     | станица               | Нови Сад—Нови Сад–ранжирна—Сајлово                                     |
| Авијатичарско насеље  |            | стајалиште            | Нови Сад— Богојево, Нови Сад—Орловат                                   |
| Сајлово               | 75,044     | стајалиште            | Нови Сад— Богојево, Нови Сад—Орловат                                   |
| Кисач                 | 88,386     | станица               |                                                                        |
| Степановићево         | 95,061     | стајалиште            |                                                                        |
| Змајево               | 100,543    | станица               |                                                                        |
| Врбас                 | 113,750    | станица               | Врбас—Сомбор                                                           |
| Ловћенац              | 125,123    | станица               |                                                                        |
| Мали Иђош             | 129,825    | стајалиште            |                                                                        |
| Мали Иђош–поље        | 133,168    | укрсница              |                                                                        |
| Бачка Топола          | 141,203    | станица               |                                                                        |
| Мали Београд          | 149,805    | стајалиште            |                                                                        |
| Жедник                | 154,823    | станица               |                                                                        |
| Верушић               | 159,981    | стајалиште            |                                                                        |
| Наумовићево           | 164,185    | станица               |                                                                        |
| Суботица–теретна      | 172,655    | станица               |                                                                        |
| Суботица              | 173,479    | станица               | Суботица—Сомбор, Суботица—Сента, Суботица—Сегедин, Будимпешта—Келебија |